# Amelogenesi imperfetta
L'amelogenesi imperfetta (in latino: Amelogenesis imperfecta) è un'ipoplasia congenita dello smalto dentale causata dal malfunzionamento di una delle proteine deputate alla costituzione degli strati esterni del dente durante il processo di odontogenesi.

## Epidemiologia
Non ci sono cifre precise per l'incidenza di amelogenesi imperfetta, ma si stima che colpisca una persona su 700 in Svezia e circa una su 14 000 negli Stati Uniti.

## Eziologia
L'alterazione proteica è generalmente a carico di una delle quattro proteine più importanti per la formazione dello smalto dei denti: l'enamelina, l'ameloblastina, la tuftelina e l'amelogenina. L'amelogenesi imperfetta ha inoltre un'incidenza molto aumentata in caso di sindrome di Williams-Beuren.
Sono state finora individuate quattro diverse mutazioni responsabili della condizione: esse interessano i geni AMELX, ENAM, MMP20 e KLK-4. Questi geni sono coinvolti nello sviluppo dei denti, incluso lo smalto dentale, rivestimento esterno ricco di minerali, in particolare di calcio. Le mutazioni in questione alterano la struttura e la funzionalità delle proteine codificate dai geni coinvolti nella mutazione allelica.

## Classificazione
Le diverse forme di amelogenesi imperfetta sono classificate in modo diverso a seconda della patogenesi: la prima categorizzazione venne operata da Weinmann nel 1945 e suddivideva le forme di amelogenesi in cui prevale l'ipoplasia dello smalto dentale dalle forme in cui prevale l'ipomineralizzazione del dente.
Nel 1956 Darling ampliò la categorizzazione, suddividendo ciascuna delle due categorie di Weinmann in tre sottocategorie.
Nel 1957 Witkop ridusse inizialmente a cinque le categorie; lo stesso fece W. Schultze nel 1970.
Nel 1971 Witkop e Rao presentarono una classificazione definitiva, basata su 11 categorie così ripartite:
- Sei forme di amelogenesi imperfetta ipoplastica (trasmissione dominante o recessiva)
- Una forma di amelogenesi imperfetta con ipomineralizzazione (trasmissione autosomica dominante)
- Quattro forme di ipomaturazione

| Tipo                                                                                            | OMIM        | Gene         | Proteina    | Locus genico            |
| ----------------------------------------------------------------------------------------------- | ----------- | ------------ | ----------- | ----------------------- |
| AIH1 (Amelogenesis imperfecta, X-linked 1)                                                      | OMIM 301200 |              | Amelogenina | X p22.3-p22.1           |
| AIH2 (Amelogenesis imperfecta 2, con ipocalcificazione)                                         | OMIM 104500 | ENAM         | Enamelina   | 4 q21                   |
| AIH3 (Amelogenesis imperfecta X-linked 2, tipo ipomaturazione/ipoplasia)                        | OMIM 301201 |              |             | X q22-q28               |
| AI1G (Amelogenesis imperfecta, tipo ipoplasico, 1G) con nefrocalcinosi                          | OMIM 204690 |              |             |                         |
| Amelogenesis imperfecta, forma ipoplasica con morso aperto, a trasmissione autosomica recessiva | OMIM 204650 | ENAM         | Enamelina   | 4 q21                   |
| Sindrome di Jalili (CRDAI, Amelogenesis imperfecta con distrofia di coni e bastoncelli)         | OMIM 217080 |              |             | 2 q11.2                 |
| Amelogenesis imperfecta, tipo ipomaturazione/ipoplasia, con taurodontismo (AIHHT)               | OMIM 104510 | DLX3         |             | 17 q21.3-q22            |
| Amelogenesi imperfecta, tipo ipoplasia, con microdonzia                                         | OMIM 104530 |              |             |                         |
| Sindrome di Kohlschütter-Tönz                                                                   | OMIM 226750 |              |             | 16 p13.3                |
| Platispondilia e amelogenesi imperfetta                                                         | OMIM 601216 |              |             |                         |
| Amelogenesis imperfecta, ipomaturazione pigmentata, Tipo 2A1                                    | OMIM 204700 | MMP20, KLK-4 |             | 19 q13.41, 11 q22.3-q23 |
| Amelogenesis imperfecta tipo IC; ipoplasia locale, a trasmissione autosomica recessiva          | OMIM 204650 |              |             | 4 q13.3                 |
| Amelogenesis imperfecta tipo 3, con ipocalcificazione, a trasmissione autosomica dominante      | OMIM 130900 | FAM83H       |             | 8 q24.3                 |

L'amelogenesi imperfetta può presentare schemi diversi di ereditarietà, a seconda del gene che la causa. Nella maggior parte dei casi, la mutazione responsabile della patologia è a carico del gene ENAM e la malattia viene ereditata come tratto autosomico dominante. Ciò significa che in questi casi una copia allelica difettosa del gene è sufficiente per lo sviluppo del disturbo.
L'amelogenesi imperfetta può anche essere ereditata come tratto autosomico recessivo, nel caso di una mutazione del gene MMP20 o, in alcuni casi, dello stesso gene ENAM. Nella modalità di trasmissione autosomica recessiva, entrambe le copie del gene devono essere mutate sui rispettivi alleli.
In circa il 5% dei casi la malattia è causata da una mutazione del gene AMELX, caratterizzata da un'eredità dominante legata all'X. In questa modalità di trasmissione, il gene interessato si trova sul cromosoma X, uno dei due cromosomi sessuali. Di conseguenza, i malati di sesso maschile manifestano in genere un fenotipo più marcato della malattia.
Esistono anche forme sporadiche della malattia. In questo caso c'è una mutazione de novo a carico di uno o più geni, che compare all'improvviso nell'albero genealogico; questi pazienti, quindi, non hanno parenti malati tra le generazioni precedenti alla loro.

## Patogenesi
Esiste una correlazione tra l'amelotina (AMTN) e i difetti nell'odontogenesi a carico dello smalto dentale. In assenza o compromissione funzionale di AMTN, sui bordi del dente quest'ultimo risulta fragile e incline a rotture e scheggiature. Ciò provoca una mineralizzazione dentale più lenta del normale nel corso dello sviluppo. Negli stadi di maturità dentale, la densità dei cristalli di idrossiapatite risulta diminuita e ciò comporta un'ipomineralizzazione dei denti.

## Segni clinici
Le persone affette da amelogenesi imperfetta presentano un'alterazione cromatica non uniforme, a volte giallastra, a volte grigio-marrone dei denti. La consistenza dei denti è insolitamente morbida; la suscettibilità alla carie aumenta nettamente e i denti risultano particolarmente sensibili a temperature troppo alte o troppo basse.

## Diagnosi differenziale
L'amelogenesi imperfetta entra in diagnosi differenziale con l'ipoplasia di Turner, la fluorosi, l'ipomineralizzazione di molari e incisivi e le anomalie dentali dovute alla celiachia.

## Trattamento
Per proteggere i denti danneggiati dall'amelogenesi imperfetta, si può procedere all'impianto di corone artificiali (in acciaio soprattutto per i bambini e in ceramica, o rivestite in ceramica, soprattutto per gli adulti). Se i denti sono già stati persi, si può ricorrere a impianti o ponti dentali. La pulizia dei denti, nei soggetti affetti da amelogenesi, dovrebbe essere molto accurata, a causa dell'aumentato accumulo di placca nelle aree interessate dall'alterazione dello smalto dentale.